# Cheilymenia pallida
Cheilymenia pallida är en svampart som beskrevs av A.E. Bell & Dennis 1971. Cheilymenia pallida ingår i släktet Cheilymenia och familjen Pyronemataceae.   Inga underarter finns listade i Catalogue of Life.